# Coelestin Höynck

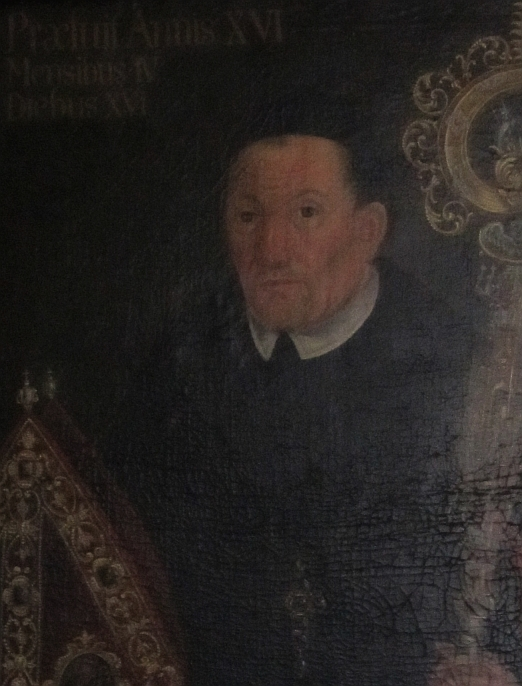
Coelestin Höynck

Coelestin Höynck OSB  (auch Coelestinus Höink; * 1659 in Arnsberg; † 25. Oktober 1727 in Grafschaft) war Cellarius und später Abt des Klosters Grafschaft.

## Leben
Höynck wurde 1659 in Arnsberg als zweitjüngster Sohn des Brüchtenmeisters von Arnsberg und Richters des kurkölnischen Gerichts Körbecke Rudolphus Höynck und seiner Frau Anna Maria Monheimb geboren und am 31. Oktober des Jahres auf die Namen Joannes Henricus getauft.
Nach Eintritt ins Kloster Grafschaft, die Profess legte er am 16. April 1679 ab, nahm er den Ordensnamen Cölestin an. Zu Pfingsten 1684 wurde er zum Priester geweiht. Er war ab 1685 als Cellerar (Kellner) verantwortlich für die Vorräte des Klosters und etwa ab 1700 Novizenmeister, ehe er 1701 zum zweiten Mal Cellerar des Klosters wurde. Am 9. Juni 1711 wurde er zum 26. Abt des Klosters gewählt. In dieser Eigenschaft war er gleichzeitig Dechant vom Dekanat Wormbach.
1713 erhielt er vom  Kölner Weihbischof Johann Werner von Veyder die Erlaubnis, den Altar im Krankenhaus des Klosters zu konsekrieren.
Während seiner Zeit als Abt erhielt das Kloster Besuch zweier Benediktiner der Kongregation St. Maur. Sie berichteten, die Mönche in Kloster Grafschaft lebten zwar sehr einfach, wenn nicht gar ärmlich, aber sie seien zufriedener als Fürsten in ihren Palästen.
Coelestin Höynck starb am 25. Oktober 1727 in Grafschaft. Er wurde im Chor der Klosterkirche bestattet.